# محسن بیدارفر
محسن بیدارفر (۱۳۲۳ – ۲۰ شهریور ۱۴۰۰) مصحح و مترجم ایرانی بود. او در پنجمین دوره جشنواره فارابی به‌عنوان مصحح برجسته برگزیده شد.

## تولد و تحصیلات
بیدارفر در سال ۱۳۲۳ در تبریز متولد شد. تحصیلاتش را تا لیسانس طی کرد و در سال ۱۳۵۴ به قم آمد و تا انتهای زندگی در این شهر ماند. از اساتید وی علامه شعرانی و حسن‌زاده آملی را باید یاد کرد. دایی بیدارفر، علامه حسن مصطفوی بود.

## درگذشت
محسن بیدارفر در قم در شهریور ۱۴۰۰ در ۷۷ سالگی به دلیل ابتلا به کرونا درگذشت و در روز یکشنبه ۲۱ شهریور در قم در قبرستان باغ بهشت دفن گردید.

## آثار
بیدارفر مؤسس و مسئول انتشارات بیدار در قم بود که غالباً به تصحیح و چاپ کتاب‌های فلسفی و عرفانی و حدیثی می‌پرداخت. از آثاری که وی تصحیح و چاپ کرده می‌توان به این موارد اشاره داشت:
- المراقبات (اعمال السنة)، میرزا جواد ملکی تبریزی، تصحیح و تحقیق: محسن بیدارفر، ناشر: بیدار
- لقاء الله تعالی، میرزا جواد ملکی تبریزی، تصحیح و تحقیق: محسن بیدارفر، ناشر: بیدار
- منازل السائرین، خواجه عبدالله انصاری، تصحیح و تحقیق: محسن بیدارفر، ناشر: بیدار